# In vain
in vain („vergebens“ im Englischen) ist ein Stück für 24 Instrumente des österreichischen Komponisten Georg Friedrich Haas. Es wurde am 29. Oktober 2000 in Köln durch Sylvain Cambreling und das Klangforum Wien uraufgeführt und dauert eine gute Stunde. Es ist eines der bekanntesten Werke des Komponisten und wurde in einer 2017 durch die italienische Musikzeitschrift Classic Voice initiierten Abstimmung als bedeutendstes Werk in der Kunstmusiksparte seit 2000 gekürt.

## Entstehung und Hintergründe
in vain wurde vom Westdeutschen Rundfunk an Sylvain Cambreling (dem das Werk auch gewidmet ist) und das Klangforum Wien in Auftrag gegeben. Haas schrieb es unter anderem als Reaktion auf die umstrittene Teilnahme der rechtspopulistischen Partei FPÖ von Jörg Haider an einer von Wolfgang Schüssel (ÖVP) geführten österreichischen Koalitionsregierung, die am 4. Februar 2000 angelobt wurde und bis Ende 2002 im Amt blieb. In dieser Hinsicht und im Hinblick auf das Stück selbst sprach Haas von „Rückkehr in vergangen geglaubte Zustände“, indem er kunstvoll verarbeitete Shepard-Skalen wiederholt einsetzte.
Im Werk werden temperierte und mikrotonal gefärbte Klangwelten abwechslungsweise dargestellt. Die Lichtregie wird quasi wie ein 25. Part („Lichtstimme“) behandelt: Die meisten Abschnitte sind in hellem Licht, andere aber (die zwei „Dunkelstellen“, insgesamt an die 16 Minuten lang) in völliger Dunkelheit auszuführen, d. h. nicht einmal die Ausführenden können den Dirigenten sehen und müssen sich daher diesen veränderten Vorbedingungen stellen, was erhebliche Auswirkungen auf das Klangerlebnis selbst hat.

## Rezeption
Laut Simon Rattle ist in vain “one of the first masterpieces of the 21st century” („eines der ersten Meisterwerke des 21. Jahrhunderts“); die österreichische Zeitung Die Presse bezeichnete es als „Klassiker“.
In seinem Buch The Rest Is Noise (2007) schrieb Alex Ross, das Werk “may mark a new departure in Austro-German music, joining spectral harmony to a vast Brucknerian structure” („könne einen Neustart in der deutschen Musik bewirken, indem es spektrale Harmonie mit einem großräumigen Brucknerschen Aufbau verbindet“).
In seiner Magisterarbeit (2008) beschrieb Pierluca Lanzilotta das Werk als einen erfolgreichen Versuch, der klassischen Sonatenhauptsatzform durch den Gebrauch von 12 verschiedenen Spektren, d. h. 12 Familien von Obertonakkorden, neues Leben einzuhauchen. Haas selbst sprach von Reprise, die er aber „nicht in der Brucknerschen Tradition als Euphorie wahrgenommen habe, sondern in der Schüsselschen als Katastrophe“.